# V539 Андромеды
V539 Андромеды (лат. V539 Andromedae) — одиночная переменная звезда в созвездии Андромеды на расстоянии приблизительно 203 световых лет (около 62,1 парсека) от Солнца. Видимая звёздная величина звезды — от +12,34m до +12,11m.

## Характеристики
V539 Андромеды — красный карлик, эруптивная переменная звезда типа RS Гончих Псов (RS) спектрального класса M0,5V, или M2. Масса — около 0,28 солнечной, радиус — около 0,59 солнечного, светимость — около 0,009 солнечной. Эффективная температура — около 3418 K.